# Scheunensynagoge Bechhofen

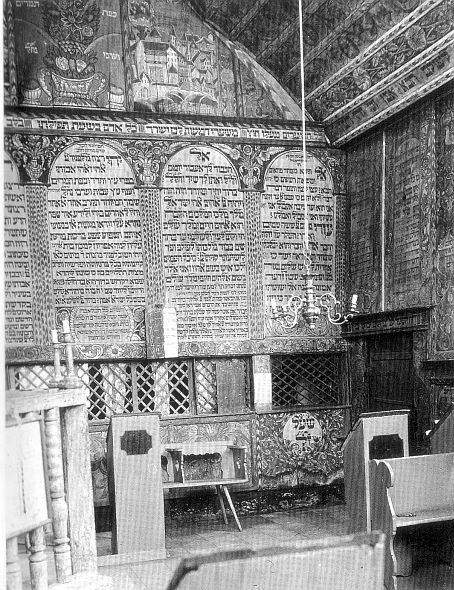
Innenansicht der Scheunensynagoge

Die Scheunensynagoge in Bechhofen, einer Marktgemeinde im mittelfränkischen Landkreis Ansbach in Bayern, wurde um 1685 erbaut. Die ehemalige Synagoge befand sich am Synagogenplatz.

## Beschreibung
Über dem holzvertäfelten Betsaal erhob sich ein Tonnendach von sieben Metern Höhe auf einer Grundfläche von rund acht auf neun Metern. An den Hauptraum schloss sich der Andachtsraum für die weiblichen Gemeindemitglieder an, der durch ein rautenförmiges Gitter abgetrennt war. Darüber befanden sich Wohnräume.

## Geschichte

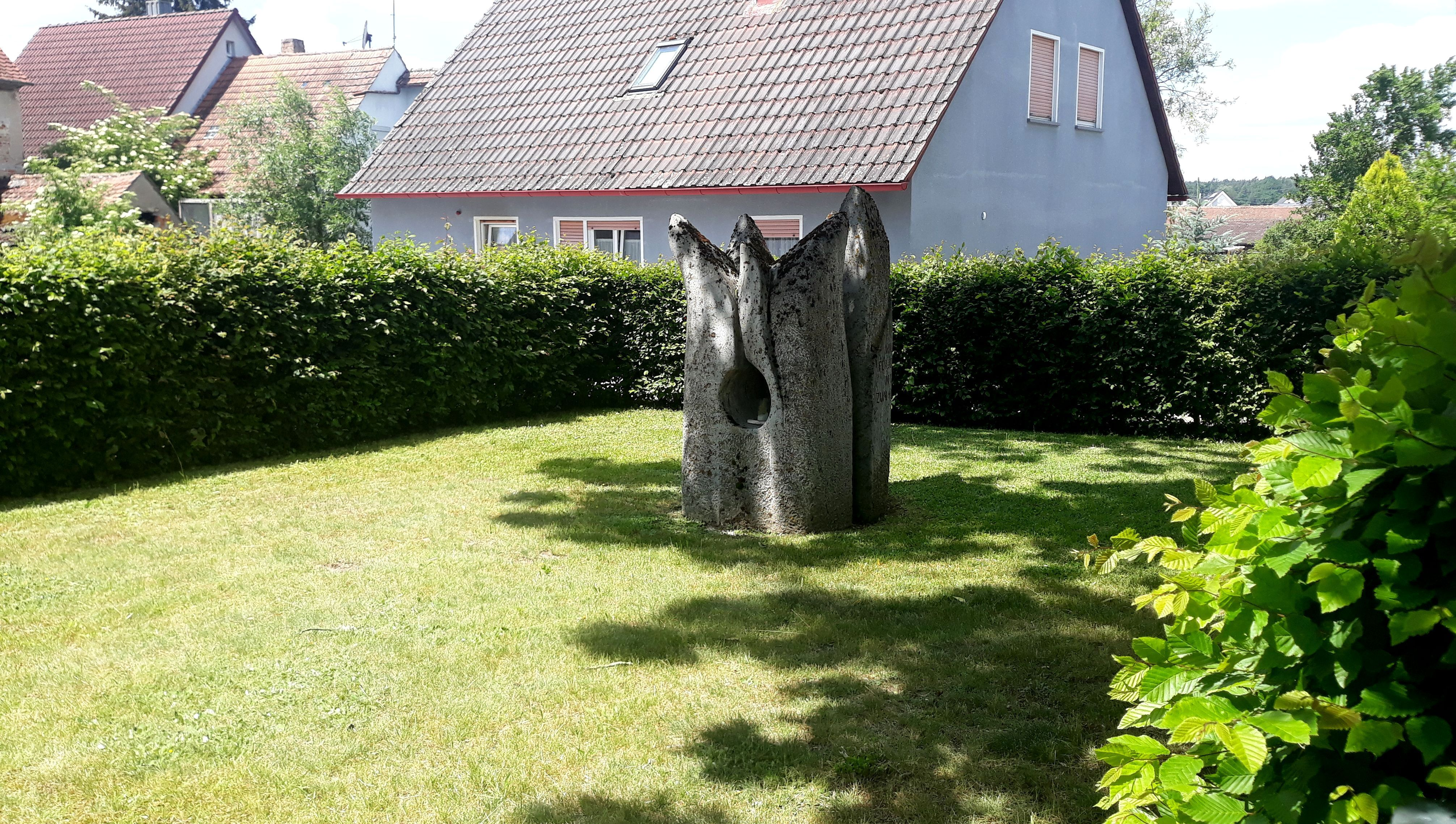
Gedenkstätte am Platz der ehemaligen Synagoge mit der Steinskulptur „brennender Dornbusch“. Die Hecke markiert die Grundfläche der Synagoge.

Im Jahr 1732 wurde die Synagoge durch den aus Galizien stammenden Maler Eliezer Sussmann prächtig ausgemalt. Bei den Malereien handelte es sich um Abbildungen des Jerusalemer Tempels und um Abschriften hebräischer Gesetzestexte. In der Synagoge wurden zahlreiche wertvolle Kultgegenstände aufbewahrt, u. a. eine sehr alte Torarolle aus der 1681 aufgelösten jüdischen Gemeinde Herrieden, mehrere alte Torawimpel und das Memorbuch der jüdischen Gemeinde von 1729.
In der Zeit des Nationalsozialismus kam es im November 1936 zu einer ersten Schändung, als die Synagoge und mehrere jüdische Wohnhäuser mit roter Farbe beschmiert wurden. Obwohl die Synagoge unter Denkmalschutz stand, wurde sie beim Novemberpogrom am 9. November 1938 mit ihren kostbaren Ritualien niedergebrannt. Die Ruine wurde wenig später beseitigt. Das Synagogengrundstück kam in den Besitz der Gemeinde Bechhofen. 
In den 1980er Jahren erfolgte die Anlage einer Gedenkstätte auf dem Grundstück. In der Mitte wurde ein Gedenkstein mit Inschriftentafel aufgestellt.